# GameCube
 (12 septembre 2009).
La (ou le)  Nintendo GameCube (ニンテンドーゲームキューブ, Nintendō Gēmukyūbu, prononcé en anglais : [ˈɡeɪm.kjuːb]) est une console de jeux vidéo de l'entreprise japonaise Nintendo, fabriquée entre 2001 et 2007. La console est développée en association avec IBM, NEC et ATI. Elle fut en concurrence avec la PlayStation 2 de Sony, la Xbox de Microsoft et la Dreamcast de Sega, qui forment ensemble la sixième génération de consoles de jeux vidéo.

## Historique

### Genèse:Project Dolphin
C'est en 1998 que l'on entend parler pour la première fois de la GameCube. À l'époque, un nouveau développeur de jeux vidéo, Retro Studios basé à Austin au Texas, annonce la signature d'un contrat d'exclusivité avec Nintendo afin de produire des jeux (les futurs Metroid Prime) non pas sur la Nintendo 64 mais sur la console devant lui succéder.
Lors de l'E3 1999, Howard Lincoln, président de Nintendo of America, annonce que Nintendo est en train de développer une console en collaboration avec ATI et IBM. Il parle alors du projet sous le nom de Project Dolphin et parle d'une sortie mondiale fin 2000,. L'année 2000 n'est faite que de reports et d'annonces contradictoires de la part de Nintendo (par exemple sur la question de la lecture de DVD ou la connexion à Internet). Lors de l'E3 2000, on apprend que la machine sera présentée en août lors du traditionnel salon Nintendo Space World. C'est donc le 24 août 2000 que la machine est officiellement présentée avec son nouveau nom, la GameCube,, ainsi que diverses démos et vidéos dont certaines deviendront plus tard des mythes (comme Super Mario 128 ou la version « photoréaliste » de The Legend of Zelda).
La présentation de la GameCube a suscité de nombreux espoirs chez tous les fans de la firme, compte tenu notamment de l'annonce du retour de franchises célèbres (Mario, Zelda, Metroid…) et de l'abandon du support cartouche, qui équipait toutes les consoles de salon de Nintendo jusqu'alors.
Les premiers jeux sont présentés en versions jouables pour la première fois lors de l'E3 2001.

### Sortie de la console
Lors du Nintendo Space World d'août 2000, Nintendo annonce la sortie de la GameCube pour juillet 2001 au Japon et pour octobre de la même année aux États-Unis. Finalement la console ne sort que le 14 septembre 2001 au Japon, le 18 novembre 2001 aux États-Unis et le 3 mai 2002 en Europe.
Pour sa sortie européenne, Nintendo avait annoncé un prix de 249 euros mais il fut ramené à 199 euros quelques jours avant son lancement afin de concurrencer une récente baisse de prix de la Xbox. À sa sortie aux États-Unis, la GameCube est vendue 199 $.
Lors de l'E3 2002, Nintendo présenta au public les « Game Giants » (Super Mario Sunshine, The Legend of Zelda: The Wind Waker, Star Fox Adventures et Metroid Prime), à savoir quatre jeux à fort potentiel devant soutenir la console durant sa première année de vie ; mais les Games Giants arrivèrent au compte-goutte et certains se révélèrent décevants pour les fans de la firme. À Noël 2002, la console se retrouva avec pour seul jeu fort Star Fox Adventures qui s'avèrera être le dernier jeu de Rareware pour une console de salon Nintendo. À partir de cette période, le grand public se rendit compte que le syndrome de la Nintendo 64 (jeux sortant au compte-goutte) risquait de réapparaître et commença à délaisser la console.
Début 2003, Phantasy Star Online sort sur GameCube et est le premier jeu jouable en ligne de la console.
Lors de l'E3 2003, Nintendo mise toute sa politique sur la connectivité entre la GameCube et la Game Boy Advance et annonce des partenariats avec Namco à présent Bandai Namco, Konami et Sega pour le développement de nouveaux jeux.
Pour Noël 2003, le prix de la console est ramené à 99 euros en Europe et 99 dollars aux États-Unis dans le but de faire grimper les ventes, de plus en plus faibles.
Lors de l'E3 2004, Nintendo présenta une nouvelle gamme de jeux forts pour sa console avec notamment The Legend of Zelda: Twilight Princess. Ce jeu attendu comme un messie devait à l'origine sortir pour Noël 2005, mais quelques mois avant sa sortie, Nintendo décida de le reporter à un vague 2006 et de développer en parallèle une version sur sa nouvelle console : la Wii. L'année 2007 marqua la fin de vie de la console, très peu de jeux sortirent sur ce support et Nintendo abandonna tous ses projets pour les reporter sur la Wii, mis à part The Legend of Zelda: Twilight Princess qui sortira sur les deux supports.

### Fin de la console
Malgré ses excellents jeux, la GameCube ne rencontre pas le succès de ses devancières, avec 5 ans sur le marché des consoles de jeux, elle ne totalise que le score de 22 millions d'unités écoulées. Il y a en France 150 jeux sortis la première année de commercialisation (du 3 mai 2002 au 2 mai 2003), 111 la deuxième année, 80 la troisième, 63 la quatrième. L'un des derniers jeux majeurs développés pour cette console fut The Legend of Zelda: Twilight Princess, sorti en France le 15 décembre 2006, et disponible également sur le successeur de la GameCube, la Wii.
La Wii peut lire ses jeux et recevoir ses manettes et cartes mémoires. En revanche, le Game Boy Player, qui permet de jouer aux jeux Game Boy/Color et GBA sur la télévision, n'est pas compatible avec cette nouvelle console.
Entre les années 2002 et 2003, Nintendo a vu ses bénéfices nets baisser de 37%. En effet, les bénéfices nets de sur l'exercice clos fin mars 2003 atteignaient 491,5 millions d'euros. Les ventes ont également reculé de 9% d'un exercice sur l'autre (3,7 milliards d'euros). La baisse des ventes de la GameCube a durement affecté l'entreprise.
En février 2007, Nintendo of America annonce l'arrêt définitif de la production de la console,.

## Matériel

### Console

#### Design
Semblable physiquement à un cube doté d'une anse pour évoquer la facilité du transport, la console utilise un support de stockage unique nommé Nintendo Game Cube Optical Disc. Créé en collaboration avec Matsushita, le disque a grandement été inspiré du DVD avec un changement spécial pour éviter la copie. Nintendo a choisi ce mini format de 8 centimètres pour éviter les longs temps de chargement présents dans les jeux des consoles concurrentes de sa génération.
La GameCube est la console la plus petite de sa génération avec des dimensions de 15 cm en largeur, 10 cm en hauteur et 15 cm de profondeur. Elle a été dessinée par Kenishiro Ashida qui voulait, en lui donnant ce design, créer un objet compact et innovant.
La couleur de base de la GameCube est le bleu violet. Au fil de sa commercialisation, elle est également sortie en noir et en argenté (platinium) ou dans des couleurs en éditions limitées comme le blanc cristal (pour Final Fantasy: Crystal Chronicles), Mint Green (pour Tales of Symphonia), cuivre (pour Char Aznable from Gundam) gris métallisé et noir (pour Resident Evil 4) et blanc avec des rayures noires (pour the Hanshin Tigers) voire d'autres coloris suivant les jeux vendus en bundle comme Mario Smash Football. Une version Spice (une couleur orange) et Gold (exclusivité Toys R us Japon) sont également sorties.
Il y eut également en vente des autocollants de la taille des côtés de la NGC, pour donner un nouveau style à la console. Deux types de GameCube sont utilisés pour tester les logiciels pendant leur développement : une version vert turquoise, qui lit uniquement les Mini DVD issus des studios de développement (et pas les jeux sortis dans le commerce), et une version rouge bordeaux, qui lit uniquement un format cartouche propriétaire réinscriptible, à l'image des précédentes consoles Nintendo (le chargement des cartouches de la taille d'un livre de poche se fait en lieu et place du chargement des Mini DVD).

#### Spécifications techniques
GameCube est, avec Xbox, la console qui a mis fin à la « course technique aux bits »,. 

La Dreamcast et la PlayStation 2, ses rivales sorties quelque temps avant elle, avaient poursuivi ce marketing des "bits" en étant présentées comme des consoles "128 bits",. La GameCube, basée sur un processeur principal 32 bits, et pourtant plus puissante que la Dreamcast et la PlayStation 2 à de nombreux égards, n'affiche plus les "bits" comme un élément démonstrateur de puissance. C'est plutôt l'indicateur FLOPS qui est mis en avant, également utilisé par la Dreamcast et la PlayStation 2, et toujours utilisé en 2022.
- Processeur principal « Gekko »
  - Producteur : IBM

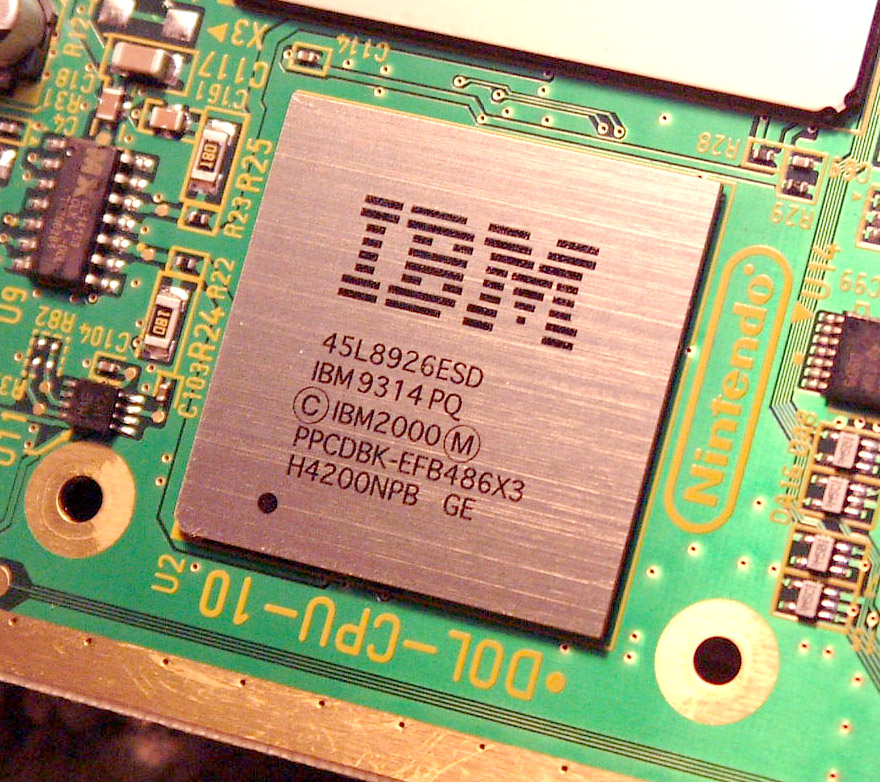
Processeur GEKKO.

  - Base de noyau : Power 750CXe 0,18 µm technologie cuivre
  - Fréquence de base : 485 MHz
  - Puissance de calcul : 1 125 Dmips (Dhrystone 2.1)
  - Précision des données internes :
    - Nombres entiers sur 32 bits
    - Nombre flottant sur 64 bits
    - 64-bit SIMD

  - Bus externe :
    - Largeur de bande maximale du bus externe 1,3 Go/s
    - Bus de données 64-bit, adressé sur 32 bits.
    - Cadencé à 162 MHz

  - Cache interne :
    - 32 Kio de mémoire cache d'instruction et 32 Kio de cache de données de niveau 1
    - 256 Kio de cache de niveau 2
- Système graphique « Flipper »
  - Producteur : ArtX/Nintendo (ArtX a été acquis par ATI en 2000), d'où le logo « Graphics by ATi » sur la console et la puce équipant cette dernière
  - Processus de fabrication : 0,18 µm avec DRAM intégrée, fabriquée par NEC
  - Fréquence de base : 162 MHz
  - Framebuffer incorporé : taille d'environ 2 Mio avec une latence de 6,2 ns. Le type de RAM est 1T-SRAM
  - Tampon de texture incorporé :approximativement 1 Mio avec une latence de 6,2 ns. Le type de RAM est 1T-SRAM
  - Largeur de bande du cache texture : 10,4 Go/s (taux de crête)
  - Largeur de bande de la mémoire centrale : 2,6 Go/s (taux de crête)
  - Profondeur des pixels : 24-BIT RVB/RGBA, Z-buffer sur 24 bits
- Fonctionnalités sonores
  - Fabricant : Macronix
  - Fréquence de base : 81 MHz
  - Mémoire des instructions : 8 Ko de RAM, 8 Ko de ROM
  - Mémoire des données : 8 Ko de RAM, 4 Ko de ROM
  - Canaux simultanés : 64 canaux en ADPCM à 48 kHz

Autres caractéristiques du système
- Possibilités arithmétiques flottantes de : 10,5 Gflops (en crête) (MPU, moteur de la géométrie, illumination matérielle totale)
- Affichage réel de polygone : 15 millions (conditions réelles de jeu avec des modèles complexes, entièrement texturés, entièrement éclairés, etc.)
- RAM Principale : approximativement 24 Mo d'une latence de 10 ns le type de RAM est 1T-SRAM
- RAM Auxiliaire : approximativement 16 Mo, cadencée à 81 MHz, le type de RAM est DRAM
- Unité de disques :
  - le type de lecteur est un CAV (vitesse angulaire constante)
  - temps d'accès moyen 128 millisecondes pour un débit situé entre 2 Mo/s et 3,125 Mo/s
- Médias :
  - Nintendo Game Cube Optical Disc : Format propriétaire basé sur le Mini DVD. Diamètre de 80 millimètres (3 pouces), d'une capacité de 1,5 Go
  - Fabricant : Matsushita
- 4 ports de manettes, 2 ports carte mémoire, 1 sortie audio/vidéo analogique, 1 sortie audio/vidéo numérique, 2 ports série haute vitesse, 1 port parallèle haute vitesse
- Consommation : environ 40 W

#### Effets graphiques
Voici une description des différents effets graphiques réalisables par le processeur graphique : le Flipper.
- Brouillard : dans les consoles anciennes générations (PS1, Saturn, N64) il permettait de masquer un affichage défaillant, avec la GameCube il permet de donner une réelle impression de profondeur du champ de vision.
- Bump mapping : donne un effet de relief aux textures
- S3 Texture Compression: ce procédé permet une compression des textures en 6:1. La GameCube était l'une des seules consoles de sa génération avec la Xbox à maîtriser ce procédé.
- Pixel shading : traitement des ombres en temps réel.
- Alpha blending : gère les effets de transparence et d'eau.
- Reflection mapping : gère les reflets sur les textures en temps réel.
- Motion blur : procure une fluidité d'image à partir de 20 ou 30 images par seconde en générant un petit effet de flou sur les objets 3D précalculés.
- Anti-Aliasing : gomme l'effet d'escalier sur les bords des polygones.
- Multi texturing : permet de superposer jusqu'à 8 couches différentes de textures.

#### Linux
La GameCube reposant sur une architecture PowerPC, il est possible d'installer Linux.

#### Affichage
La GameCube, dans sa version européenne, permet à certains jeux d'activer l'option 480i60 Hz, qui permet d'avoir une image plus nette et moins clignotante. La plupart des jeux qui n'ont pas cette option activable ont très souvent un mode 576i50 Hz optimisé. Enfin, les versions japonaises et américaines, permettent, sur une sélection de titres, d'activer le mode progressif (Progressive Scan, 480p) afin d'avoir une image encore meilleure, à condition d'utiliser un câble adapté. Bien qu'on puisse brancher un tel câble sur les GameCubes européennes, l'activation du 480p en est impossible.

#### Panasonic Q

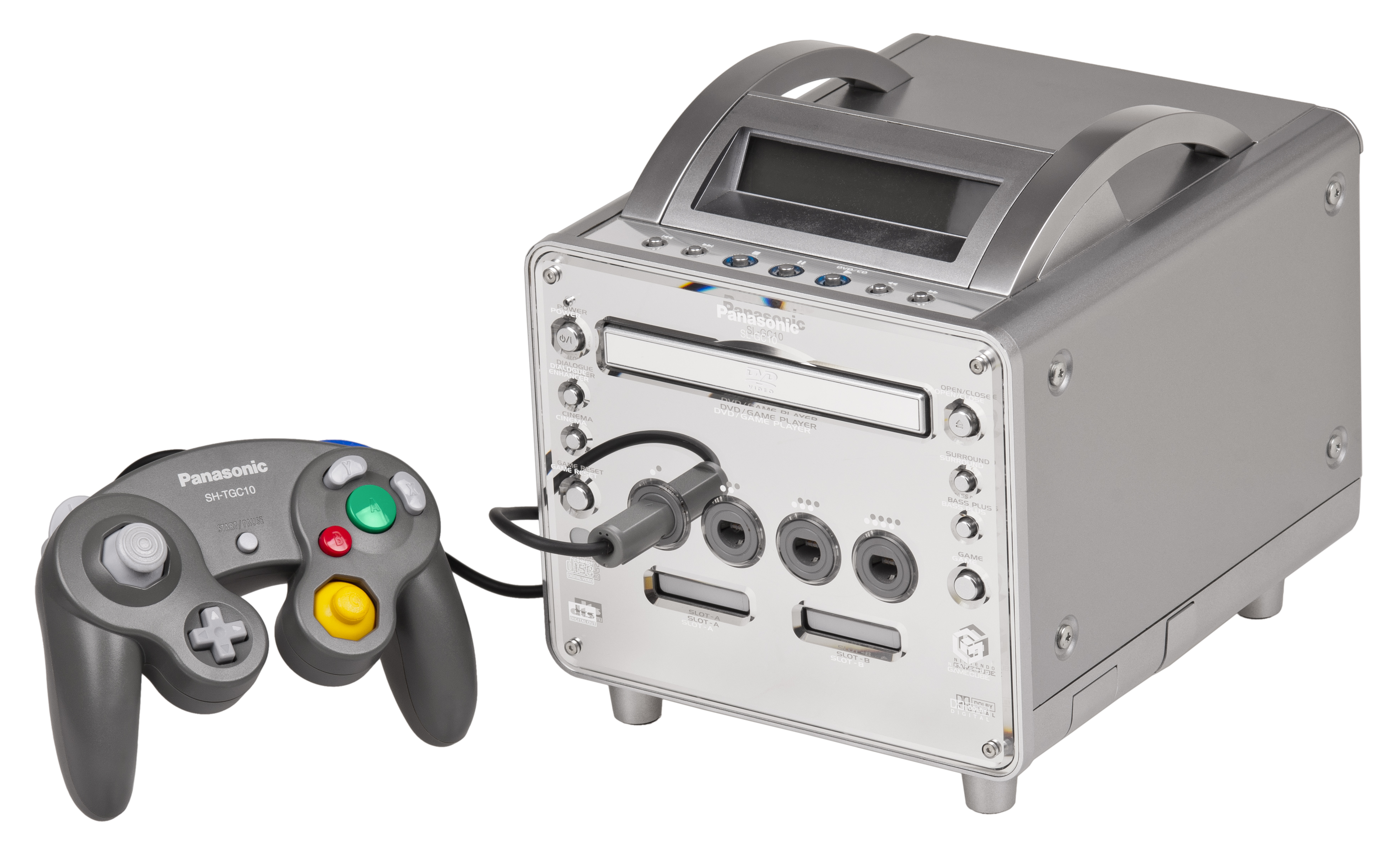
La Q de Panasonic.

Il existe une version spéciale de la console qui permet de lire les DVD. Cette machine, dénommée Q, a été développée par Panasonic uniquement pour le marché japonais. La platine DVD, d'origine, est d'ailleurs zonée, ne permettant pas de lire des DVD d'autres zones que celle correspondant au Japon. Elle était livrée avec une télécommande et ses dimensions étaient un peu plus importantes que la GameCube de Nintendo. Une version du Game Boy Player a été spécifiquement conçue pour s'adapter au format de cette console. De couleur argentée, elle possédait également un petit écran LCD affichant diverses informations sur les DVD ou CD. La manette donnée avec était estampillée Panasonic, au lieu du logo « Nintendo GameCube » habituel. Son prix à sa sortie était de ¥39,800 et fut rabaissé par la suite à ¥34,800.

### Manette

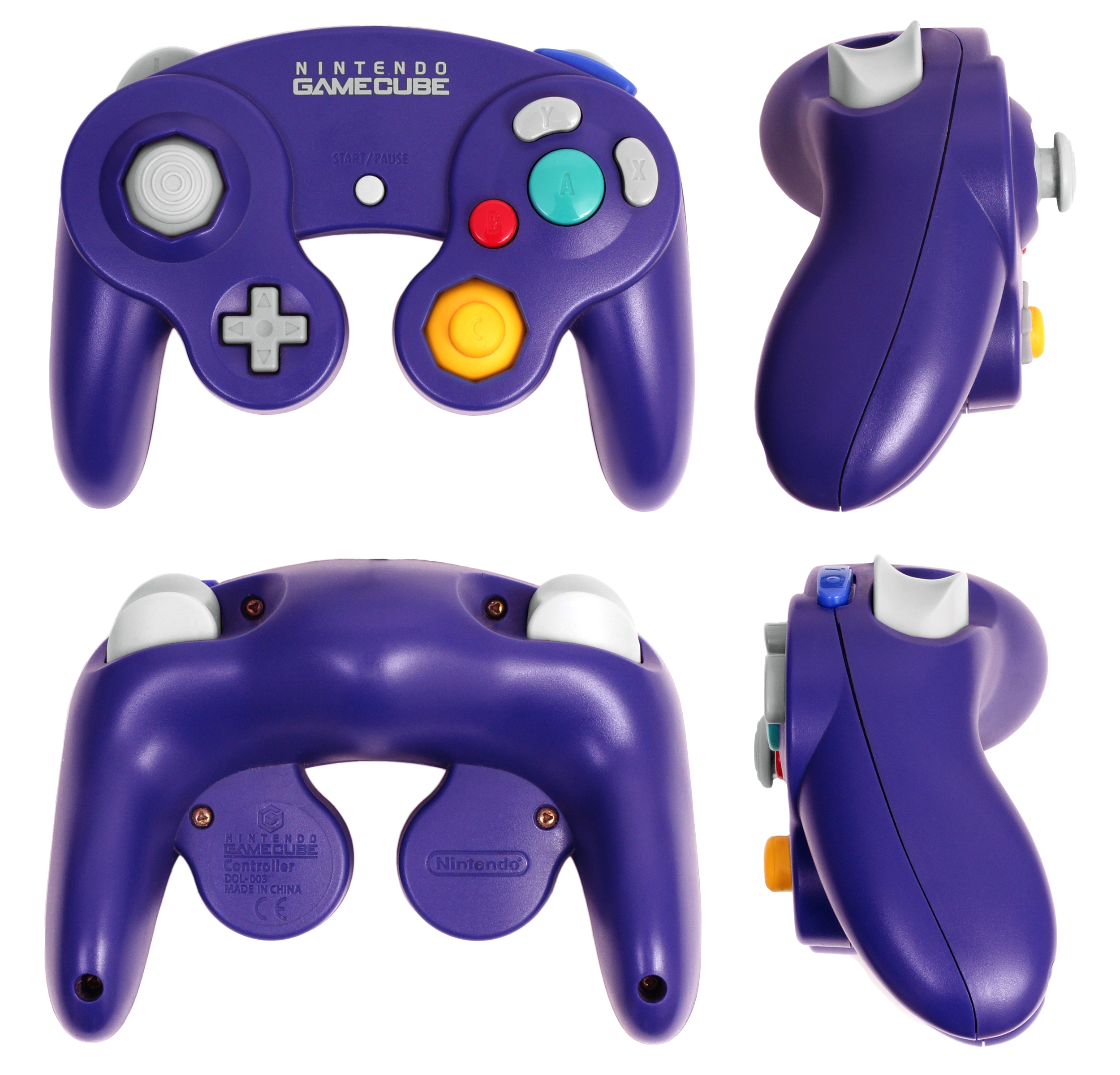
Vues de face, de profil et de dos de la manette classique de la GameCube.

La manette de la GameCube fut dessinée par Shigeru Miyamoto dans l'esprit de la rendre attractive par le plus grand nombre. Sa principale innovation était le fait que chaque bouton présentait une forme différente de manière que le joueur puisse les reconnaître juste en les touchant, sans les regarder.
La manette GameCube possède 2 sticks analogiques (gris et C), 1 bouton d'action principal (A) et 3 secondaires (B, X et Y), 2 gâchettes analogiques (L et R) avec un « clic » supplémentaire lorsqu'on appuie dessus jusqu'au bout, un bouton subsidiaire placé au-dessus de la gâchette R (Z) et la traditionnelle croix directionnelle, inventée par Nintendo, ainsi que le bouton start.
La manette GameCube n'a plus besoin du Rumble Pak pour faire de la vibration. Elle est directement intégrée dans la manette contrairement à la Nintendo 64.
Ces manettes sont disponibles en plusieurs couleurs : indigo, indigo et transparent, noir, orange, platine (édition Mario Kart: Double Dash!!), bleu émeraude et nacrée (blanche perle édition Super Mario Strikers). En 2008, une manette blanche est sortie au Japon pour aller avec la couleur de la Wii. Différentes éditions collectors sont également sorties au Japon, uniquement disponibles en éditions limitées, via le Club Nintendo japonais : une manette « Mario » (rouge et bleue, avec le « M » à la place du logo GameCube), une manette « Luigi » (verte et bleue, avec le « L »), une manette « Wario » (jaune et violette, avec le « W »), et enfin une manette blanche et turquoise, avec le logo du Club Nintendo (La casquette rouge de Mario) au lieu du logo GameCube.

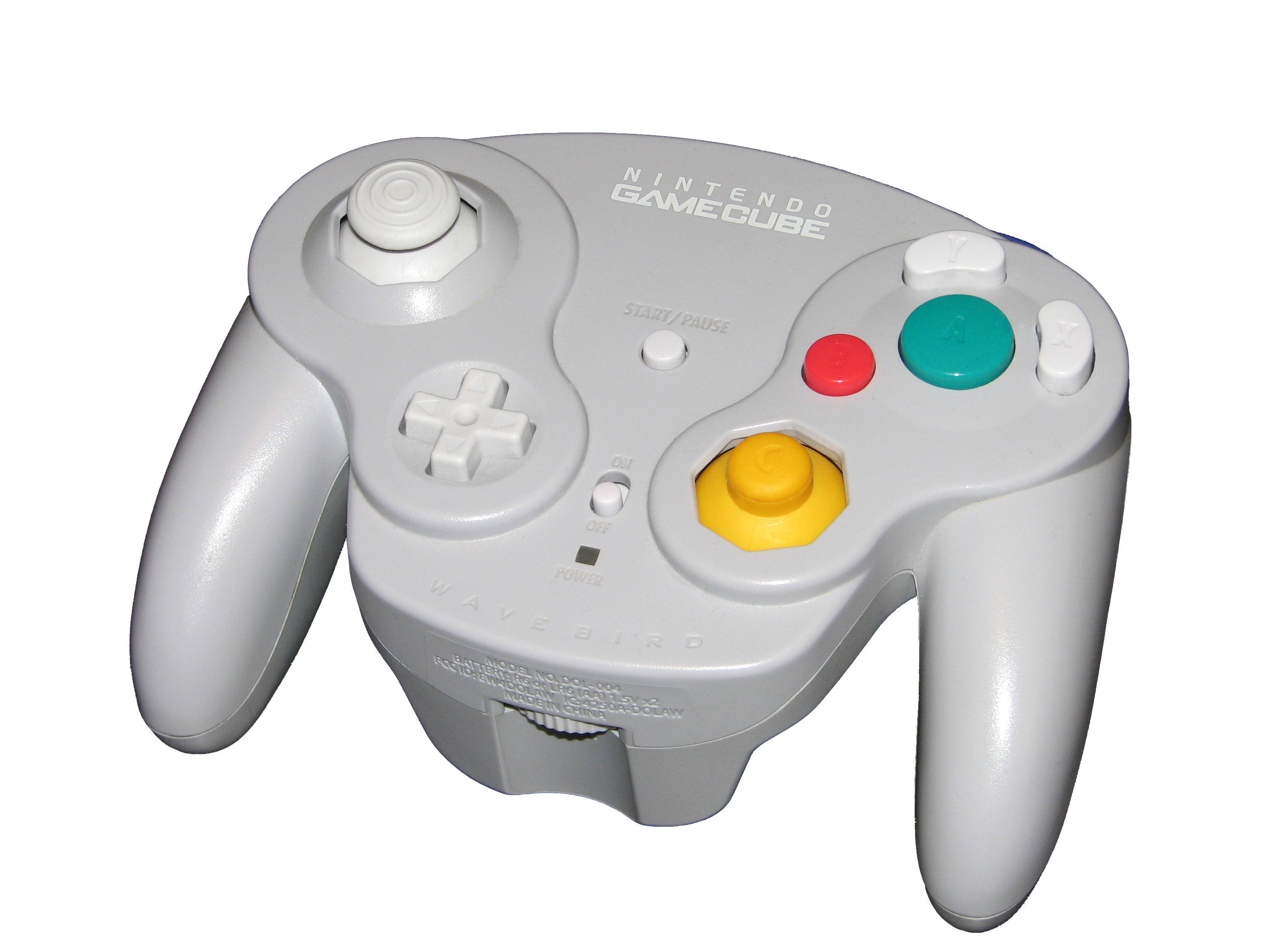
La Wavebird.

En 2002, une version sans fil de la manette nommée Wavebird fit son apparition. Elle avait pour particularité d'utiliser des ondes radios pour communiquer avec la console au lieu des habituelles liaisons infrarouge et possédait une autonomie d'environ 50 heures pour une consommation de deux piles AA, permise par l'absence de module de vibrations. Au Japon, elle a été commercialisée en couleur platine (Silver), alors qu'elle était grise en Europe. Aux États-Unis, les deux étaient disponibles. Une version collector Club Nintendo existe au Japon, blanche et turquoise, avec le logo du Club Nintendo (la casquette rouge de Mario) au lieu du logo GameCube. Il y a également une version collector Gundam, de couleur bordeaux, disponible uniquement au Japon aussi. D'autres manettes sans fils ont été créées par MadCatz.
En 2014, une manette noire et une manette blanche estampillées Super Smash Bros. sont commercialisées à l'occasion de la sortie du jeu éponyme sur Wii U ; elles fonctionnent à l'aide d'un adaptateur spécial. En 2018, une manette noire estampillée Super Smash Bros. est commercialisée à l'occasion de la sortie du jeu éponyme sur Switch, elle fonctionne à l'aide d'un adaptateur spécial.
La manette GameCube a fait preuve d'une longévité sans égale dans l'histoire du jeu vidéo avec une compatibilité s'étalant sur cinq consoles différentes (GameCube et Wii par branchement direct, puis Wii U, Switch et Switch 2 via un adaptateur officiel Nintendo) et a encore de nombreux adeptes dans le monde. Elle est notamment encore beaucoup utilisée dans les tournois de la série de jeux Super Smash Bros., la plupart des joueurs pros la considérant comme étant indissociable de la licence.

### Connexion à Game Boy Advance

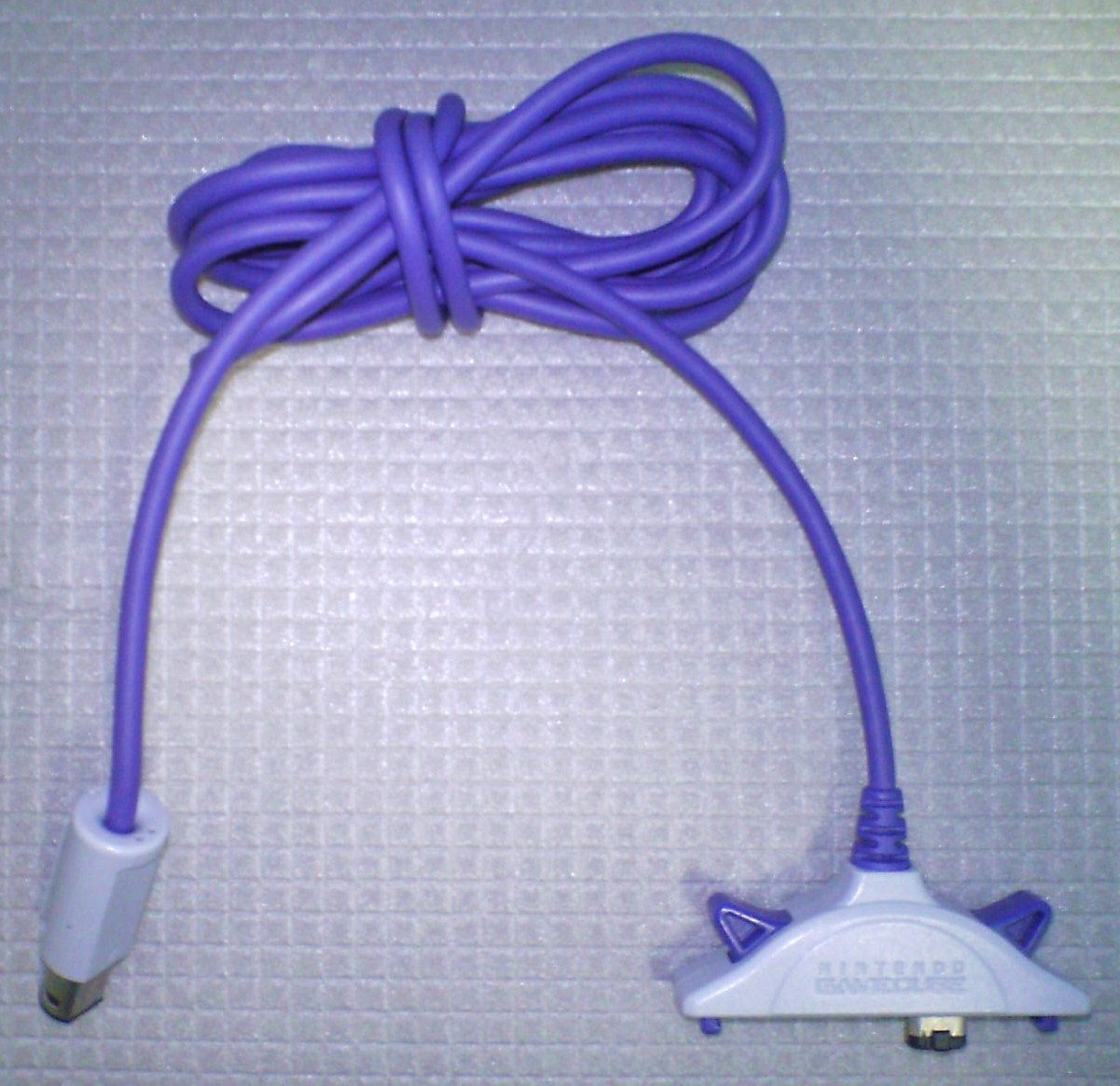
Le câble NGC-GBA.

Il est possible, grâce à un câble spécial, de connecter sa console portable Game Boy Advance à la console GameCube pour échanger diverses informations. Dans ce cas, la GBA peut alors servir d'écran supplémentaire ou de manette. Il devient alors possible d'élaborer une stratégie sans que votre adversaire ne puisse la voir, ou de créer un personnage directement sur sa Game Boy Advance puis l'envoyer sur sa GameCube, visualiser le plan d'un niveau, etc.
Il est également possible, si l'on possède les deux versions d'un jeu, de commencer sa partie sur GameCube puis de la transférer sur sa Game Boy Advance et d'y jouer plus tard (ou l'inverse) ou de télécharger un mini jeu depuis la GameCube sur la Game Boy Advance.

### Autres accessoires

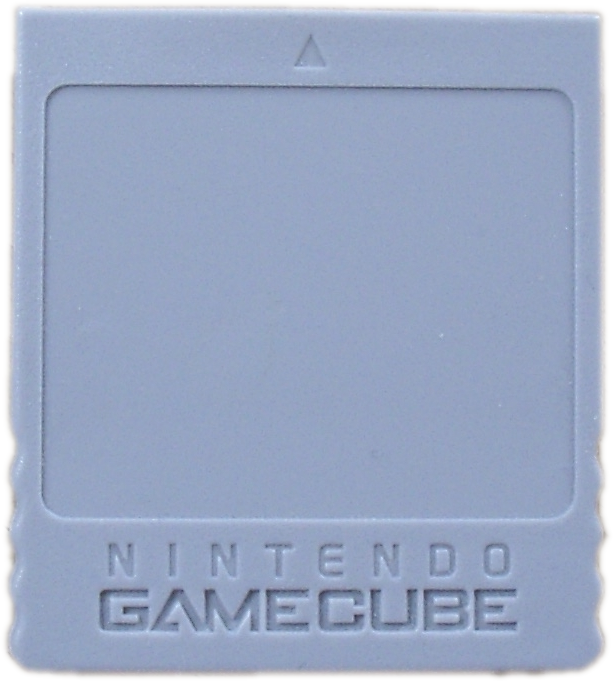
La carte mémoire officielle.

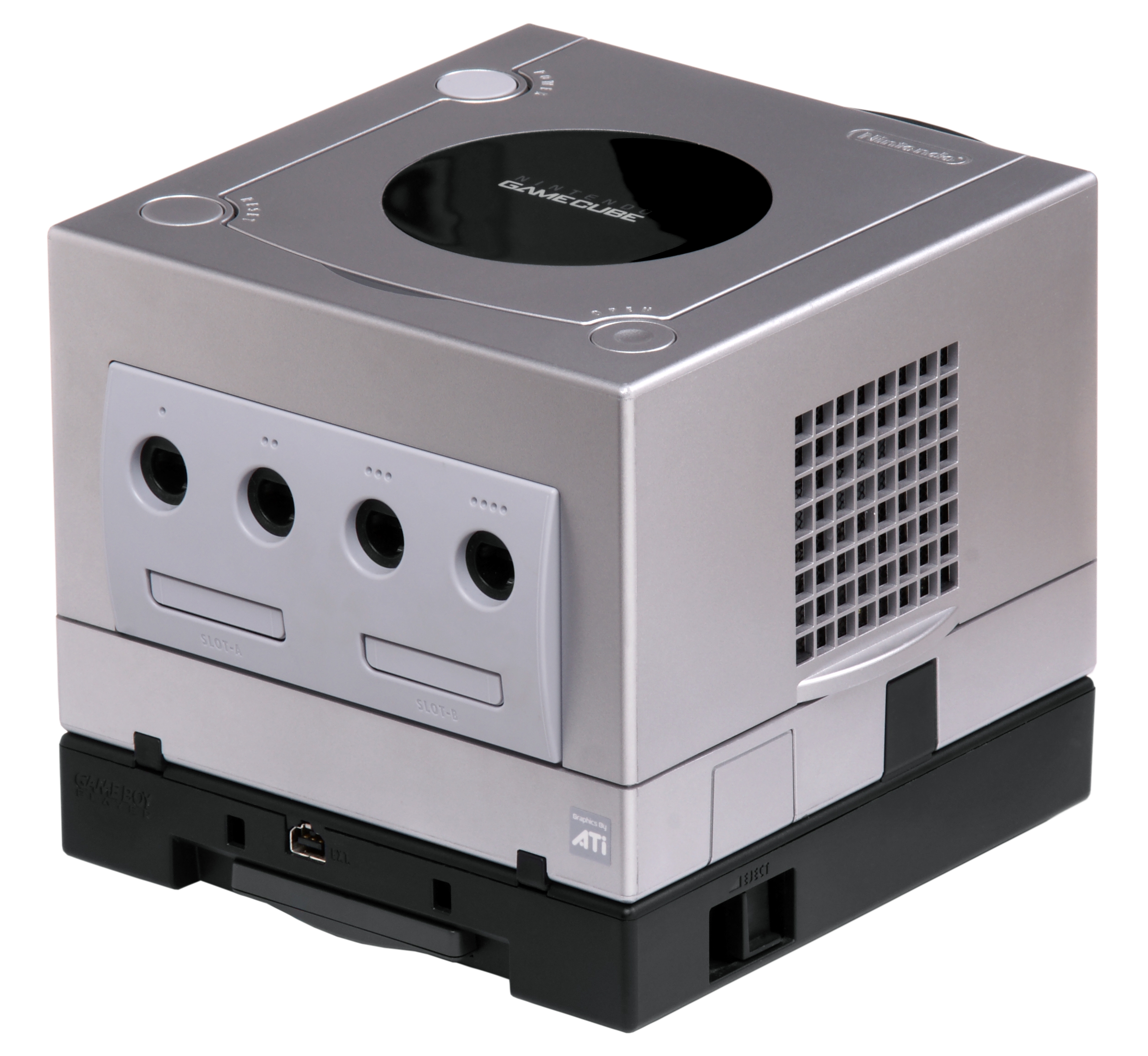
Un Game Boy Player branché à une GameCube.

- Cartes mémoires : Il en existe plusieurs modèles, chacun ayant une capacité de stockage différente désigné en blocs (59, 251 et 1019). Le nombre de blocs indiqués sur la carte mémoire désigne ceux que le joueur peut utiliser, sachant que sur chaque carte-mémoire, 5 blocs sont utilisés par le système. Chaque bloc ayant une taille de 64 kbit, une carte mémoire 59 blocs dispose donc d'une taille de : (59 + 5) * 64 kbit = 4 096 kbit, soit, 512 kilooctets. Il est à noter que la console peut supporter des cartes mémoires allant jusqu'à 16 Mio (soit 2043 blocs utilisables)[24].
- Adaptateur cartes SD : Jamais sorti en dehors du Japon, cet adaptateur permet d'utiliser les cartes mémoires SD avec la console.
- Game Boy Player : un accessoire à brancher sous la console qui permet de jouer à tous les jeux GB, GBC et GBA.
- Modems RTC 56 kbit/s
- Adaptateur haut-débit : Il s'agit en fait d'un adaptateur réseau Ethernet à 10 Mbit/s.
- Microphone : utilisable avec Mario Party 6, 7 et Odama.
- Bongo DK : sorte de tam-tam à utiliser avec les jeux Donkey Konga, Donkey Konga 2, Donkey Konga 3 et Donkey Kong Jungle Beat.
- Tapis de danse : Tapis avec les flèches de la manette et quelques boutons dessus, pour Dancing Stage Mario Mix et plusieurs autres jeux de dance.
- Câble RVB : permet d'avoir une meilleure qualité d'image que le câble composite fournie avec la console.
- Câble Composante : permet d'obtenir une image Progressive Scan (480p) si le téléviseur est équipé d'une entrée YUV/YPbPr et lorsque l'option est disponible dans le jeu. Utilise le port vidéo numérique présent uniquement sur les GameCube de première génération (ce port a par la suite été retiré de la console pour des raisons de coûts de fabrication).
- ASCII Keyboard Controller : cet accessoire, sorti uniquement au Japon, est la fusion entre une manette GameCube et un clavier d'ordinateur. Cette « manette-clavier » se branche dans un des ports manettes de la console et permet de dialoguer avec d'autres joueurs dans les titres jouables en ligne.
- Hori Classic Controller : manette spécialement conçue (par le constructeur Hori mais sous licence officielle Nintendo) pour le Game Boy Player ressemblant avec celle de la Super Nintendo. La différence principale avec la manette GameCube officielle est la suppression des deux sticks analogiques.
- Speed Force Racing Wheel : volant à retour de force officiel de la console. Il est fabriqué par Logitech sous licence Nintendo. Il est utilisable avec le jeu F-Zero GX par exemple.
- Écran LCD pour GameCube : il s'agit d'un petit écran LCD, doté de haut-parleurs stéréos, produit par Bigben Interactive à brancher directement sur la console alimentée sur secteur ou sur allume-cigare. L'écran se replie sur la console à la manière de celui d'un ordinateur portable.

## Jeux

### Jeux disponibles au lancement
Voici la liste des jeux disponibles lors du lancement de la console sur les différents territoires :
| Japon : 14 septembre 2001 - Luigi's Mansion - Super Monkey Ball - Wave Race: Blue Storm | États-Unis : 18 novembre 2001 - All-Star Baseball 2002 - Batman : Vengeance - Crazy Taxi - Dave Mirra Freestyle BMX 2 - Disney's Tarzan Untamed - Luigi's Mansion - Madden NFL 2002 - NHL Hitz 2002 - Star Wars: Rogue Squadron II - Rogue Leader - Super Monkey Ball - Tony Hawk's Pro Skater 3 - Wave Race: Blue Storm | Europe : 3 mai 2002 - Batman : Vengeance - Bloody Roar: Primal Fury - Burnout - Crazy Taxi - Coupe du monde : FIFA 2002 - Dave Mirra Freestyle BMX 2 - Disney's Tarzan Freeride - Donald Duck Couak Attack - ESPN International Winter Sports - Extreme-G 3 - International Superstar Soccer 2 - Luigi's Mansion - Sonic Adventure 2 Battle - Star Wars: Rogue Squadron II - Rogue Leader - Super Monkey Ball - Tony Hawk's Pro Skater 3 - Universal Studios Theme Parks Adventure - Wave Race: Blue Storm |

### Jeu en ligne
À l'époque de la GameCube, Nintendo était clairement opposé au jeu en ligne. D'après la firme, ce dernier était trop complexe d'utilisation et ne présentait que peu de convivialité. C'est pourquoi la firme avait annoncé dès le lancement de la console sa volonté de ne sortir aucun titre jouable en ligne. En revanche si des éditeurs tiers désiraient sortir un tel titre, Nintendo ne les en empêchait pas.
Nintendo mit sur le marché, fin 2002, 2 modems pour sa console (un bas débit et un haut débit) et seuls 3 jeux permettant de jouer en ligne sortirent sur cette console :
- Phantasy Star Online: Episode I and II - Sega, 2002
- Phantasy Star Online Episode III: C.A.R.D. Revolution - Sega, 2004
- Homeland - Chunsoft (Disponible uniquement au Japon), 2005

En décembre 2006, Nintendo a annoncé la fermeture de ses serveurs GameCube pour mars 2007.
Les jeux jouables en LAN, comme Mario Kart: Double Dash!!, 1080° Avalanche ou Kirby Air Ride, peuvent également se jouer en ligne sur Internet grâce à des logiciels tels que Warp Pipe, XLink Kai (en), téléchargeables depuis son ordinateur, et également grâce à la fonction Netplay de l'émulateur Wii/GameCube : Dolphin.